# Monatsschlößl
Monatsschlößl är ett slott i Österrike.   Det ligger i distriktet Salzburg Stadt och förbundslandet Salzburg, i den centrala delen av landet, 250 km väster om huvudstaden Wien. Monatsschlößl ligger 476 meter över havet.
Terrängen runt Monatsschlößl är varierad. Runt Monatsschlößl är det ganska tätbefolkat, med 83 invånare per kvadratkilometer.. Närmaste större samhälle är Salzburg, 4,7 km norr om Monatsschlößl. 
I omgivningarna runt Monatsschlößl växer i huvudsak blandskog.